# National Hockey League 1989-1990
La stagione 1989-1990 è stata la 73ª edizione della National Hockey League. La stagione regolare iniziò il 5 ottobre 1989 e si concluse il 1º aprile 1990, mentre i playoff della Stanley Cup terminarono il 12 maggio 1990. I Pittsburgh Penguins ospitarono l'NHL All-Star Game presso la Mellon Arena il 21 gennaio 1990. Gli Edmonton Oilers sconfissero i Boston Bruins nella finale di Stanley Cup per 4-1, conquistando il quinto titolo nella storia della franchigia, il primo dopo la partenza di Wayne Gretzky.
Per la prima volta nella storia della lega tutte e tre le franchigie dell'area metropolitana di New York, inclusi i New Jersey Devils, conquistarono l'accesso ai playoff, traguardo ripetuto in seguito solo nelle stagioni 1993-94 e 2006-07. Fu inoltre l'ultima stagione nella quale i Detroit Red Wings non si qualificarono ai playoff della Stanley Cup prima di cominciare dall'anno successivo la striscia ininterrotta di qualificazioni più lunga nella storia di tutti gli sport professionistici nordamericani.
Il portiere canadese dei Red Wings Sam St. Laurent fu l'ultimo a indossare la maschera protettiva interamente realizzata in fibra di vetro.

## Squadre partecipanti
- Boston Bruins
- Buffalo Sabres
- Calgary Flames
- Chicago Blackhawks
- Detroit Red Wings
- Edmonton Oilers
- Hartford Whalers
- Los Angeles Kings
- Minnesota North Stars
- Montreal Canadiens
- New Jersey Devils

- New York Islanders
- New York Rangers
- Philadelphia Flyers
- Pittsburgh Penguins
- Quebec Nordiques
- St. Louis Blues
- Toronto Maple Leafs
- Vancouver Canucks
- Washington Capitals
- Winnipeg Jets

## Pre-season

### NHL Entry Draft
L'Entry Draft si tenne il 17 giugno 1989 presso il Met Center di Bloomington, in Minnesota. I Quebec Nordiques nominarono come prima scelta assoluta il centro svedese Mats Sundin. Altri giocatori rilevanti all'esordio in NHL furono Bobby Holik, Olaf Kölzig, Nicklas Lidström e Sergej Fëdorov.

## Stagione regolare

### Classifiche
= Qualificata per i playoff,       = Primo posto nella Conference,       = Vincitore del Presidents' Trophy

#### Prince of Wales Conference
Adams Division
|    |                    | PG | V  | S  | N  | GF  | GS  | PT  |
| -- | ------------------ | -- | -- | -- | -- | --- | --- | --- |
| 1. | Boston Bruins      | 80 | 46 | 25 | 9  | 289 | 232 | 101 |
| 2. | Buffalo Sabres     | 80 | 45 | 27 | 8  | 286 | 248 | 98  |
| 3. | Montreal Canadiens | 80 | 41 | 28 | 11 | 288 | 234 | 93  |
| 4. | Hartford Whalers   | 80 | 38 | 33 | 9  | 275 | 268 | 85  |
| 5. | Quebec Nordiques   | 80 | 12 | 61 | 7  | 240 | 407 | 31  |

Patrick Division
|    |                     | PG | V  | S  | N  | GF  | GS  | PT |
| -- | ------------------- | -- | -- | -- | -- | --- | --- | -- |
| 1. | New York Rangers    | 80 | 36 | 31 | 13 | 279 | 267 | 85 |
| 2. | New Jersey Devils   | 80 | 37 | 34 | 9  | 295 | 288 | 83 |
| 3. | Washington Capitals | 80 | 36 | 38 | 6  | 284 | 275 | 78 |
| 4. | New York Islanders  | 80 | 31 | 38 | 11 | 281 | 288 | 73 |
| 5. | Pittsburgh Penguins | 80 | 32 | 40 | 8  | 318 | 359 | 72 |
| 6. | Philadelphia Flyers | 80 | 30 | 39 | 11 | 290 | 297 | 71 |

#### Clarence Campbell Conference
Norris Division
|    |                       | PG | V  | S  | N  | GF  | GS  | PT |
| -- | --------------------- | -- | -- | -- | -- | --- | --- | -- |
| 1. | Chicago Blackhawks    | 80 | 41 | 33 | 6  | 315 | 294 | 88 |
| 2. | St. Louis Blues       | 80 | 37 | 34 | 9  | 295 | 279 | 83 |
| 3. | Toronto Maple Leafs   | 80 | 38 | 38 | 4  | 337 | 358 | 80 |
| 4. | Minnesota North Stars | 80 | 36 | 40 | 4  | 284 | 291 | 76 |
| 5. | Detroit Red Wings     | 80 | 28 | 38 | 14 | 288 | 323 | 70 |

Smythe Division
|    |                   | PG | V  | S  | N  | GF  | GS  | PT |
| -- | ----------------- | -- | -- | -- | -- | --- | --- | -- |
| 1. | Calgary Flames    | 80 | 42 | 23 | 15 | 348 | 265 | 99 |
| 2. | Edmonton Oilers   | 80 | 38 | 28 | 14 | 315 | 283 | 90 |
| 3. | Winnipeg Jets     | 80 | 37 | 32 | 11 | 298 | 290 | 85 |
| 4. | Los Angeles Kings | 80 | 34 | 39 | 7  | 338 | 337 | 75 |
| 5. | Vancouver Canucks | 80 | 25 | 41 | 14 | 245 | 306 | 64 |

### Statistiche

#### Classifica marcatori
La seguente lista elenca i migliori marcatori al termine della stagione regolare.

| Giocatore       | Squadra                            | PG | G  | A   | Pt  | +/- | MP |
| --------------- | ---------------------------------- | -- | -- | --- | --- | --- | -- |
| Wayne Gretzky   | Los Angeles Kings                  | 73 | 40 | 102 | 142 | +8  | 42 |
| Mark Messier    | Edmonton Oilers                    | 79 | 45 | 84  | 129 | +19 | 79 |
| Steve Yzerman   | Detroit Red Wings                  | 79 | 62 | 65  | 127 | -6  | 79 |
| Mario Lemieux   | Pittsburgh Penguins                | 59 | 45 | 78  | 123 | -18 | 78 |
| Brett Hull      | St. Louis Blues                    | 80 | 72 | 41  | 113 | -1  | 24 |
| Bernie Nicholls | Los Angeles Kings New York Rangers | 73 | 39 | 73  | 112 | -9  | 86 |
| Pierre Turgeon  | Buffalo Sabres                     | 80 | 40 | 66  | 106 | +10 | 29 |
| Pat LaFontaine  | New York Islanders                 | 79 | 54 | 51  | 105 | -13 | 38 |
| Paul Coffey     | Pittsburgh Penguins                | 80 | 29 | 74  | 103 | -25 | 95 |
| Joe Sakic       | Quebec Nordiques                   | 80 | 39 | 63  | 102 | -40 | 27 |

#### Classifica portieri
La seguente lista elenca i migliori portieri al termine della stagione regolare.

| Giocatore        | Squadra                              | PG | Min     | V  | S  | P | GS  | SO | Sv%  | MGS  |
| ---------------- | ------------------------------------ | -- | ------- | -- | -- | - | --- | -- | ---- | ---- |
| Patrick Roy      | Montreal Canadiens                   | 54 | 3173:03 | 31 | 16 | 3 | 134 | 3  | .912 | 2.53 |
| Mike Liut        | Hartford Whalers Washington Capitals | 37 | 2160:39 | 19 | 16 | 4 | 91  | 4  | .905 | 2.53 |
| Reggie Lemelin   | Boston Bruins                        | 43 | 2310:28 | 22 | 15 | 2 | 108 | 2  | .892 | 2.81 |
| Andy Moog        | Boston Bruins                        | 46 | 2535:50 | 24 | 10 | 3 | 122 | 3  | .893 | 2.89 |
| Daren Puppa      | Buffalo Sabres                       | 56 | 3240:33 | 31 | 16 | 1 | 156 | 1  | .903 | 2.89 |
| Mike Richter     | New York Rangers                     | 23 | 1320:06 | 12 | 5  | 5 | 66  | 0  | .904 | 3.00 |
| Jacques Cloutier | Chicago Blackhawks                   | 43 | 2178:16 | 18 | 15 | 2 | 112 | 2  | .880 | 3.09 |
| Mike Vernon      | Calgary Flames                       | 47 | 2795:04 | 21 | 14 | 9 | 146 | 0  | .870 | 3.13 |
| Bob Essensa      | Winnipeg Jets                        | 36 | 2034:59 | 18 | 9  | 5 | 107 | 1  | .892 | 3.15 |
| Bill Ranford     | Edmonton Oilers                      | 56 | 3107:14 | 24 | 16 | 9 | 165 | 1  | .887 | 3.19 |

## Playoff

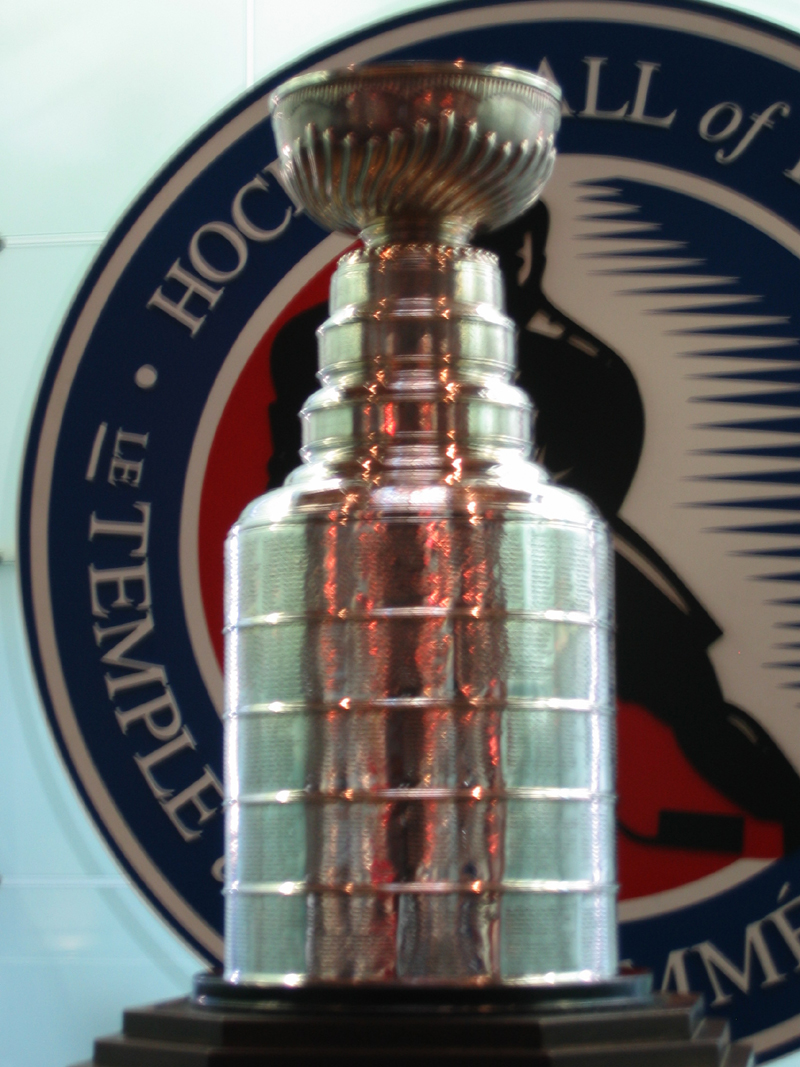
Il trofeo della Stanley Cup

Al termine della stagione regolare le migliori 16 squadre del campionato si sono qualificate per i playoff. I Boston Bruins si aggiudicarono il Presidents' Trophy avendo ottenuto il miglior record della lega con 101 punti.

### Tabellone playoff
Nel primo turno la squadra con il ranking più alto di ciascuna Division si sfida con quella dal posizionamento più basso seguendo lo schema 1-4 e 2-3, usufruendo anche del vantaggio del fattore campo. Il secondo turno determina la vincente divisionale, mentre il terzo vede affrontarsi le squadre vincenti delle Division della stessa Conference per accedere alla finale di Stanley Cup. Il fattore campo osservato nelle finali di conference e in finale di Stanley Cup fu determinato dai punti ottenuti in stagione regolare. Ciascuna serie, al meglio delle sette gare, seguì il formato 2-2-1-1-1: la squadra migliore in stagione regolare avrebbe disputato in casa Gara-1 e 2, (se necessario anche Gara-5 e 7), mentre quella posizionata peggio avrebbe giocato nel proprio palazzetto Gara-3 e 4 (se necessario anche Gara-6).
|  | Semifinali Division | Semifinali Division   | Semifinali Division |                     |    | Finali Division    | Finali Division | Finali Division |  |  | Finali Conference | Finali Conference | Finali Conference |  |  | Finale Stanley Cup | Finale Stanley Cup | Finale Stanley Cup |  |
|  |                     |                       |                     |                     |    |                    |                 |                 |  |  |                   |                   |                   |  |  |                    |                    |                    |  |
|  | A1                  | Boston Bruins         | 4                   |                     |    |                    |                 |                 |  |  |                   |                   |                   |  |  |                    |                    |                    |  |
|  | A1                  | Boston Bruins         | 4                   |                     |    |                    |                 |                 |  |  |                   |                   |                   |  |  |                    |                    |                    |  |
|  | A4                  | Hartford Whalers      | 3                   |                     |    |                    |                 |                 |  |  |                   |                   |                   |  |  |                    |                    |                    |  |
|  | A4                  | Hartford Whalers      | 3                   |                     | A1 | Boston Bruins      | 4               |                 |  |  |                   |                   |                   |  |  |                    |                    |                    |  |
|  |                     |                       |                     |                     | A1 | Boston Bruins      | 4               |                 |  |  |                   |                   |                   |  |  |                    |                    |                    |  |
|  |                     |                       | A3                  | Montreal Canadiens  | 1  |                    |                 |                 |  |  |                   |                   |                   |  |  |                    |                    |                    |  |
|  | A2                  | Buffalo Sabres        | A3                  | Montreal Canadiens  | 1  | 2                  |                 |                 |  |  |                   |                   |                   |  |  |                    |                    |                    |  |
|  | A2                  | Buffalo Sabres        |                     |                     |    |                    |                 |                 |  |  |                   |                   |                   |  |  |                    |                    |                    |  |
|  | A3                  | Montreal Canadiens    | 4                   |                     |    |                    |                 |                 |  |  |                   |                   |                   |  |  |                    |                    |                    |  |
|  | A3                  | Montreal Canadiens    | 4                   |                     | A1 | Boston Bruins      | 4               |                 |  |  |                   |                   |                   |  |  |                    |                    |                    |  |
|  |                     |                       |                     |                     |    |                    |                 |                 |  |  |                   |                   |                   |  |  |                    |                    |                    |  |
|  |                     |                       | P3                  | Washington Capitals | 0  |                    |                 |                 |  |  |                   |                   |                   |  |  |                    |                    |                    |  |
|  | P1                  | New York Rangers      | P3                  | Washington Capitals | 0  | 4                  |                 |                 |  |  |                   |                   |                   |  |  |                    |                    |                    |  |
|  | P1                  | New York Rangers      |                     |                     |    |                    |                 |                 |  |  |                   |                   |                   |  |  |                    |                    |                    |  |
|  | P4                  | New York Islanders    | 1                   |                     |    |                    |                 |                 |  |  |                   |                   |                   |  |  |                    |                    |                    |  |
|  | P4                  | New York Islanders    | 1                   |                     | P1 | New York Rangers   | 1               |                 |  |  |                   |                   |                   |  |  |                    |                    |                    |  |
|  |                     |                       |                     |                     | P1 | New York Rangers   | 1               |                 |  |  |                   |                   |                   |  |  |                    |                    |                    |  |
|  |                     |                       | P3                  | Washington Capitals | 4  |                    |                 |                 |  |  |                   |                   |                   |  |  |                    |                    |                    |  |
|  | P2                  | New Jersey Devils     | P3                  | Washington Capitals | 4  | 2                  |                 |                 |  |  |                   |                   |                   |  |  |                    |                    |                    |  |
|  | P2                  | New Jersey Devils     |                     |                     |    |                    |                 |                 |  |  |                   |                   |                   |  |  |                    |                    |                    |  |
|  | P3                  | Washington Capitals   | 4                   |                     |    |                    |                 |                 |  |  |                   |                   |                   |  |  |                    |                    |                    |  |
|  | P3                  | Washington Capitals   | 4                   |                     | A1 | Boston Bruins      | 1               |                 |  |  |                   |                   |                   |  |  |                    |                    |                    |  |
|  |                     |                       |                     |                     |    |                    |                 |                 |  |  |                   |                   |                   |  |  |                    |                    |                    |  |
|  |                     |                       | S2                  | Edmonton Oilers     | 4  |                    |                 |                 |  |  |                   |                   |                   |  |  |                    |                    |                    |  |
|  | N1                  | Chicago Blackhawks    | S2                  | Edmonton Oilers     | 4  | 4                  |                 |                 |  |  |                   |                   |                   |  |  |                    |                    |                    |  |
|  | N1                  | Chicago Blackhawks    |                     |                     |    |                    |                 |                 |  |  |                   |                   |                   |  |  |                    |                    |                    |  |
|  | N4                  | Minnesota North Stars | 3                   |                     |    |                    |                 |                 |  |  |                   |                   |                   |  |  |                    |                    |                    |  |
|  | N4                  | Minnesota North Stars | 3                   |                     | N1 | Chicago Blackhawks | 4               |                 |  |  |                   |                   |                   |  |  |                    |                    |                    |  |
|  |                     |                       |                     |                     | N1 | Chicago Blackhawks | 4               |                 |  |  |                   |                   |                   |  |  |                    |                    |                    |  |
|  |                     |                       | N2                  | St. Louis Blues     | 3  |                    |                 |                 |  |  |                   |                   |                   |  |  |                    |                    |                    |  |
|  | N2                  | St. Louis Blues       | N2                  | St. Louis Blues     | 3  | 4                  |                 |                 |  |  |                   |                   |                   |  |  |                    |                    |                    |  |
|  | N2                  | St. Louis Blues       |                     |                     |    |                    |                 |                 |  |  |                   |                   |                   |  |  |                    |                    |                    |  |
|  | N3                  | Toronto Maple Leafs   | 1                   |                     |    |                    |                 |                 |  |  |                   |                   |                   |  |  |                    |                    |                    |  |
|  | N3                  | Toronto Maple Leafs   | 1                   |                     | N1 | Chicago Blackhawks | 2               |                 |  |  |                   |                   |                   |  |  |                    |                    |                    |  |
|  |                     |                       |                     |                     |    |                    |                 |                 |  |  |                   |                   |                   |  |  |                    |                    |                    |  |
|  |                     |                       | S2                  | Edmonton Oilers     | 4  |                    |                 |                 |  |  |                   |                   |                   |  |  |                    |                    |                    |  |
|  | S1                  | Calgary Flames        | S2                  | Edmonton Oilers     | 4  | 2                  |                 |                 |  |  |                   |                   |                   |  |  |                    |                    |                    |  |
|  | S1                  | Calgary Flames        |                     |                     |    |                    |                 |                 |  |  |                   |                   |                   |  |  |                    |                    |                    |  |
|  | S4                  | Los Angeles Kings     | 4                   |                     |    |                    |                 |                 |  |  |                   |                   |                   |  |  |                    |                    |                    |  |
|  | S4                  | Los Angeles Kings     | 4                   |                     | S2 | Edmonton Oilers    | 4               |                 |  |  |                   |                   |                   |  |  |                    |                    |                    |  |
|  |                     |                       |                     |                     | S2 | Edmonton Oilers    | 4               |                 |  |  |                   |                   |                   |  |  |                    |                    |                    |  |
|  |                     |                       | S4                  | Los Angeles Kings   | 0  |                    |                 |                 |  |  |                   |                   |                   |  |  |                    |                    |                    |  |
|  | S2                  | Edmonton Oilers       | S4                  | Los Angeles Kings   | 0  | 4                  |                 |                 |  |  |                   |                   |                   |  |  |                    |                    |                    |  |
|  | S2                  | Edmonton Oilers       |                     |                     |    |                    |                 |                 |  |  |                   |                   |                   |  |  |                    |                    |                    |  |
|  | S3                  | Winnipeg Jets         | 3                   |                     |    |                    |                 |                 |  |  |                   |                   |                   |  |  |                    |                    |                    |  |

### Stanley Cup
La finale della Stanley Cup 1990 è stata una serie al meglio delle sette gare che ha determinato il campione della National Hockey League per la stagione 1989-90. Gli Edmonton Oilers hanno sconfitto i Boston Bruins in cinque partite e si sono aggiudicati la Stanley Cup per la quinta volta in sette stagioni.

## Premi NHL
- Stanley Cup: Edmonton Oilers
- Presidents' Trophy: Boston Bruins

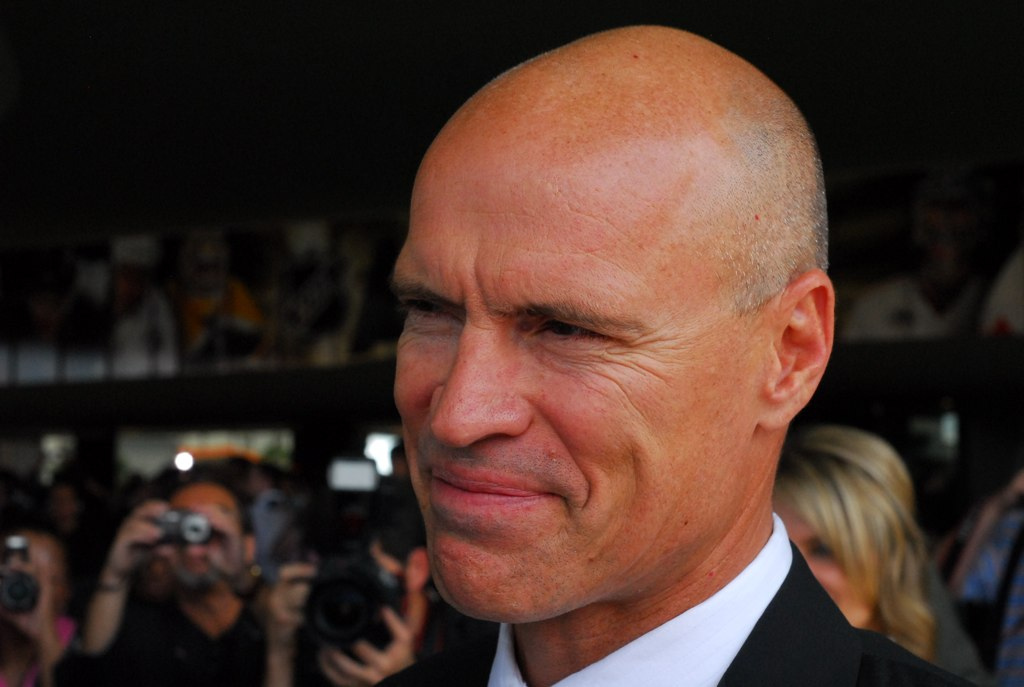
Il capitano degli Edmonton Oilers Mark Messier, vincitore dell'Hart Memorial Trophy e del Lester B. Pearson Award.

- Prince of Wales Trophy: Boston Bruins
- Clarence S. Campbell Bowl: Edmonton Oilers
- Art Ross Trophy: Wayne Gretzky (Los Angeles Kings)
- Bill Masterton Memorial Trophy: Gord Kluzak (Boston Bruins)
- Calder Memorial Trophy: Sergej Makarov (Calgary Flames)
- Conn Smythe Trophy: Bill Ranford (Edmonton Oilers)
- Frank J. Selke Trophy: Rick Meagher (St. Louis Blues)
- Hart Memorial Trophy: Mark Messier (Edmonton Oilers)
- Jack Adams Award: Bob Murdoch (Winnipeg Jets)
- James Norris Memorial Trophy: Ray Bourque (Boston Bruins)
- King Clancy Memorial Trophy: Kevin Lowe (Edmonton Oilers)
- Lady Byng Memorial Trophy: Brett Hull (St. Louis Blues)
- Lester B. Pearson Award: Mark Messier (Edmonton Oilers)
- Lester Patrick Trophy: Len Ceglarski
- NHL Plus/Minus Award: Paul Cavallini (St. Louis Blues)
- Vezina Trophy: Patrick Roy (Montreal Canadiens)
- William M. Jennings Trophy: Reggie Lemelin e Andy Moog (Boston Bruins)

### NHL All-Star Team
First All-Star Team
- Attaccanti: Luc Robitaille • Mark Messier • Brett Hull
- Difensori: Ray Bourque • Al MacInnis
- Portiere: Patrick Roy

Second All-Star Team
- Attaccanti: Brian Bellows • Wayne Gretzky • Cam Neely
- Difensori: Paul Coffey • Doug Wilson
- Portiere: Daren Puppa

NHL All-Rookie Team
- Attaccanti: Sergej Makarov • Mike Modano • Rod Brind'Amour
- Difensori: Brad Shaw • Geoff Smith
- Portiere: Bob Essensa